# Evolution (Boyz II Men)
| Recensione | Giudizio |
| ---------- | -------- |
| AllMusic   |          |

Evolution è il terzo album discografico in studio del gruppo musicale statunitense Boyz II Men, pubblicato nel 1997 dalla Motown Records.

## Il disco
Si tratta dell'ultimo album pubblicato per la Motown. Hanno collaborato nel lavoro di produzione tra gli altri Babyface, Jimmy Jam con Terry Lewis. I brani estratti dall'album e pubblicati come singoli sono stati quattro: 4 Seasons of Loneliness (settembre 1997), A Song for Mama (novembre 1997), Can't Let Her Go e Doin' Just Fine.
L'album ha raggiunto il primo posto della classifica di vendita Billboard 200 ed è stato certificato doppio disco di platino dalla RIAA.
Ha avuto un ottimo successo anche in Europa, Giappone, Australia e Canada.
Ne è stata realizzata anche una versione in lingua spagnola dal titolo Evolución.

## Tracce
1. Doin' Just Fine
2. Never
3. 4 Seasons of Loneliness
4. Girl in the Life Magazine
5. A Song for Mama
6. Can You Stand the Rain
7. Can't Let Her Go (feat. Puff Daddy)
8. Baby C'mon
9. Come On (feat. Mase)
10. All Night Long
11. Human II (Don't Turn Your Back on Me)
12. To the Limit (feat. Craig Mack)
13. Dear God

## Classifiche
| Classifica (1997) | Posizione raggiunta |
| ----------------- | ------------------- |
| Stati Uniti       | 1                   |
| Regno Unito       | 12                  |
| Australia         | 6                   |
| Canada            | 2                   |
| Francia           | 7                   |
| Giappone          | 8                   |
| Olanda            | 7                   |
| Germania          | 8                   |